# Гербі знову на ходу
«Гербі знову на ходу» — американський фільм режисера Роберта Стівенсона, що вийшов на екрани 1974 року. Другий фільм із серії про Гербі та продовження фільму «Любий «Жук»» (1969).

## Зміст
Магнат нерухомості Алонзо П. Гоук зносить старі будинки заради будівництва висоток і всіма правдами і неправдами виселяє мешканців розвалищ. Але пані Штайнмец, господиня розумної машини по імені Гербі, не бажає залишати насиджене місце. Улюблене авто допоможе їй у боротьбі проти багатія, так само як і красуня-внучка, і закоханий в неї племінник магната.

## Ролі
| Актор          | Роль                  |
| -------------- | --------------------- |
| Гелен Гейс     | Пані Штайнмец         |
| Кен Беррі      | Віллоубі Вітфілд      |
| Стефані Паверс | Ніколь Гарріс Вітфілд |
| Джон Макінтайр | Містер Джадсон        |
| Кінан Вінн     | Алонзо П. Гоук        |
| Ганц Голл      | Суддя                 |
| Айвор Беррі    | Максвелл, водій       |
| Чак Макканн    | Фред Лустгартен       |
| Віто Скотті    | водій таксі           |

## Знімальна група
- Режисер — Роберт Стівенсон
- Сценарист — Білл Волш, Гордон Бафорд
- Продюсер — Білл Волш
- Композитор — Джордж Брунс